# Pulverturm (Schlanders)

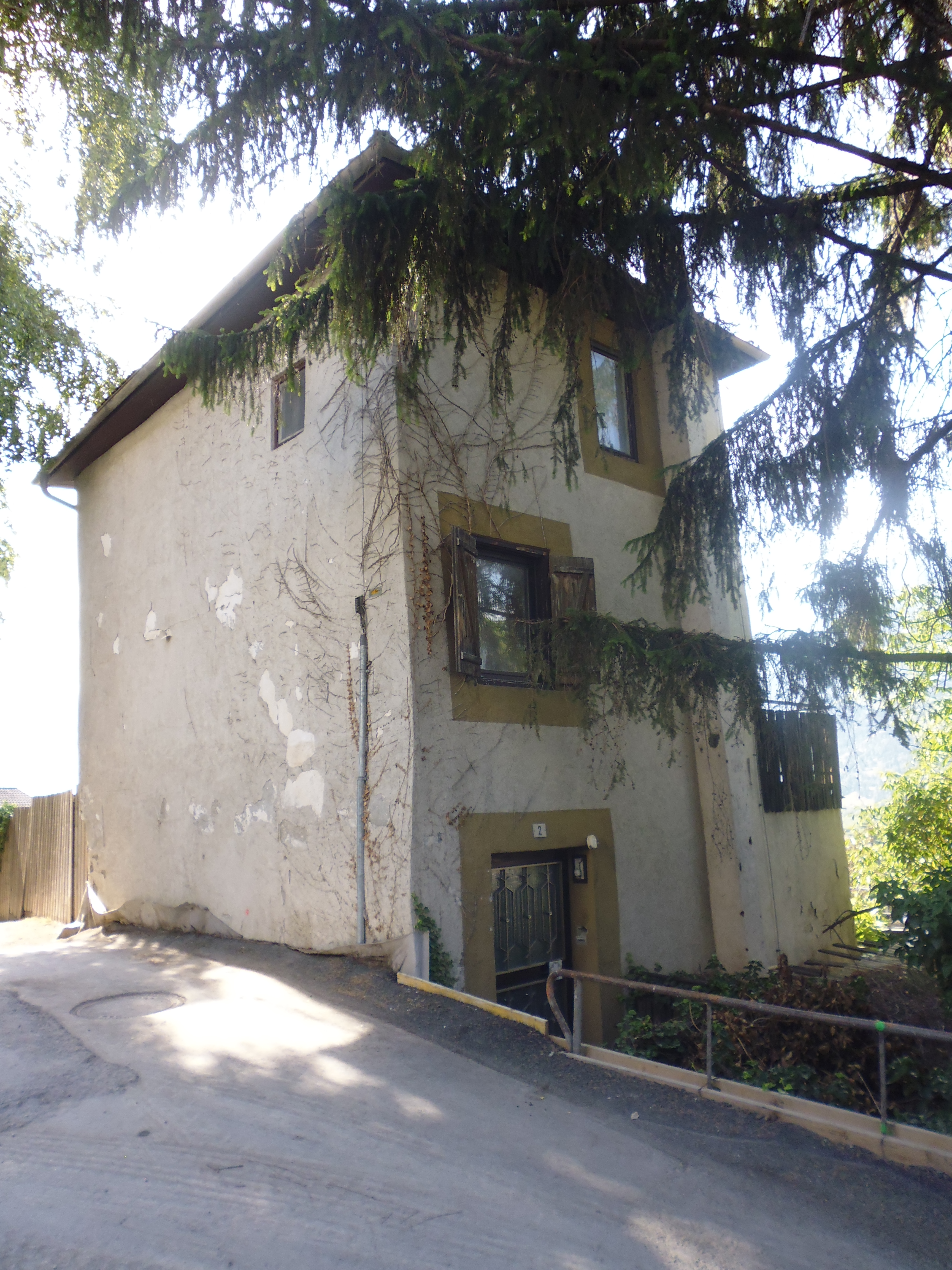
Der „Pulverturm“ von Westen

Der sogenannte Pulverturm in der Marktgemeinde Schlanders im Vinschgau in Südtirol befindet sich am Rande des Sonnenberges. Er ist an der „Sonnenpromenade“ gelegen und trägt die Hausnummer 2.
Es handelt sich dabei um einen ehemals kleinen mittelalterlichen Wohnturm, wahrscheinlich aus dem 14. Jahrhundert, der wohl zum Ansitz Schlandersburg gehörte und dessen ursprünglicher Zweck nicht mehr bekannt ist. Bis zum November 1918 befand sich hier das Munitionsdepot der 1. Kompanie des k.k. Standschützen Bataillon Schlanders, die etwa 50 Meter nördlich davon ihren Schießstand hatte.
Nach der Annexion Südtirols durch Italien wurde das Schützenwesen verboten und der Schießstand stillgelegt (1941 abgebrochen). Das umgangssprachlich als „Pulverturm“ bezeichnete Gebäude wurde zu einem Wohnhaus umgebaut, wodurch es sehr stark verändert wurde. Von der ursprünglichen Bausubstanz ist nahezu  nichts mehr erkennbar.
Seit 2014 steht das Gebäude leer.

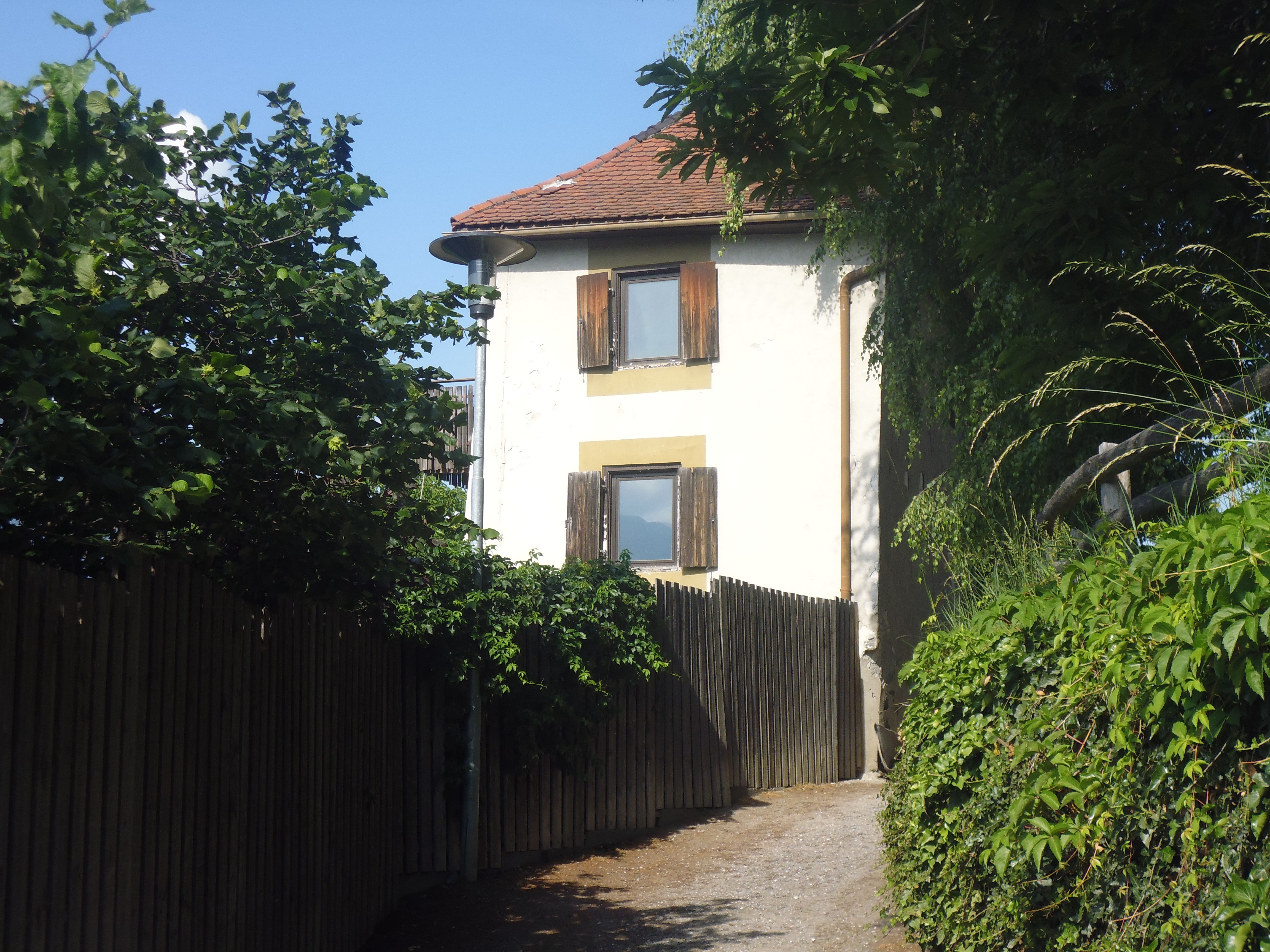
Ansicht von Osten
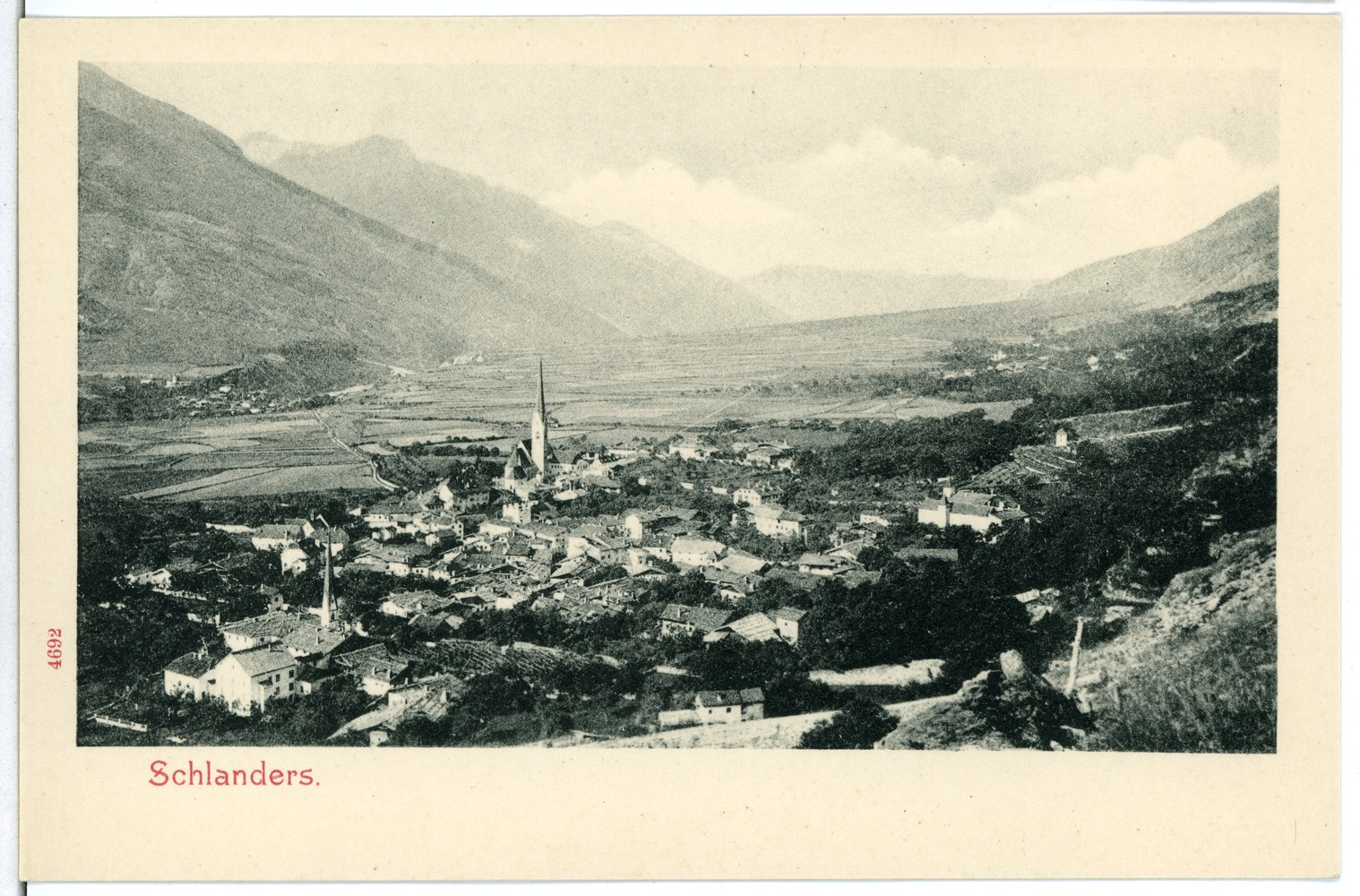
Aufnahme von 1903. Ganz rechts der Pulverturm